# 국립강릉원주대학교 강릉캠퍼스
국립강릉원주대학교 강릉캠퍼스(國立江陵原州大學校 江陵-, Gangneung-Wonju National University Gangneung Campus)는 대한민국 강원특별자치도 강릉시에 소재한 강릉원주대학교의 본부 캠퍼스이다.
국립 종합대학인 강릉대학교가 1980년대부터 캠퍼스로 사용하던 부지로, 원주대학과 통합됨에 따라 2007년 3월 1일 강릉대학교 본교캠퍼스 혹은 강릉대학교 강릉캠퍼스 등으로 불리게 된다. 이후 2009년 학교 명칭이 변경됨에 따라 현재의 강릉원주대학교 강릉캠퍼스로 명칭이 바뀌었다. 종합대학이었던 만큼 일부 학문을 제외한 대부분의 학문이 연구되고 교수하고 있다.
부지 면적은 657,154m²로, 한국대학교육협의회 등에서 제시하는 재학생 기준으로 확보해야 할 면적의 344%에 이른다. 강릉시 도심인 교동과 인접하며, 남측 범일로를 통하여 가톨릭관동대학교가 인접한다.

## 역사
강릉원주대학교 강릉캠퍼스는 기존의 강릉초급대학이 강릉대학으로 개편하면서 형성된 지변캠퍼스가 시초이다. 1980년대 수립된 강릉대학 종합발전계획에 따라, 강릉시 초당동에 있던 캠퍼스를 현재의 교사가 위치한 지변동으로 이전하였고, 1982년에 학교 호수인 해람지를 준공했다.
1983년부터 1990년경까지 캠퍼스 조성에 힘썼으며, 1987년 대학원 설립 등을 거쳐 종합대학인 강릉대학교로 승격되었다. 1991년 3월 1일 종합대학인 강릉대학교로 개편되었다. 같은 해 경영정책과학대학원을 설치했고, 1992년 제163 학군단 창설하였다. 2년 뒤, 1994년 대한민국에서 11번째로, 마지막 치과대학이 강원권에서 유일하게 설치되었다. 1997년 강릉원주대학교치과병원이 개원하여 강원권 유일의 대학치과병원이 되어 진료 업무를 시작했다. 1991년부터 1999년까지 캠퍼스 건물을 준공하는데 집중하였으며, 양적으로 크게 성장하여 강원 영동권 최대 규모 대학의 면모를 갖추게된다.
2007년, 원주대학과 통합하였고, 2009년, 학내 교명 변경 요구 수용에 따라 강릉원주대학교로 교명을 변경하면서, 강릉원주대학교 강릉캠퍼스로 교명을 변경하였다.

## 캠퍼스 풍경
강릉캠퍼스는 강릉시 지변동과 유천동에 걸쳐 위치하는 대한민국 국립 대학의 본교 캠퍼스이다. 과거 강릉대학이 초당캠퍼스에서 1980년 이전한 지변캠퍼스가 현재까지 이어지고 있는 것으로, 약 50여개 동의 건축물이 세워져 있다. 대학 본부는 캠퍼스 북부에 위치하며, 상공에서 볼 때 횡축의 죽헌길에서 이어지는 도로가 중앙을 담당하고, 그 이후로 나뭇가지가 뻗듯 세부적인 캠퍼스 내 도로들이 건축물을 연결하고 있다.
캠퍼스 동부에 정문이 위치하며, 강릉원주대학교의 상징 중 하나인, 입구 첨탑이 위치한다. 캠퍼스 입구 북부에 대운동장과 테니스자, 무도관, 체육관 등을 비롯한 체육 시설과 해람문화관 등 예술 시설이 위치한다. 입구 남부에 사회과학관, 인문관 등 일부 교육 시설과, 후생관과 학생회관이 위치한다. 학생회관에는 우편취급국, 편의점, 안경점, 문방구, 서점, 카페, 미용실 등이 위치하고 있다.
입구부터 대로로 직진하면, 중앙도서관 건물이 위치하는데, 이 건물에 박물관이 함께 위치해 있다. 도서관 건물과 후생관 사이로 학교의 호수인 해람지가 위치하고, 인근에 예술1호관, 예술2호관이 위치한다. 해람지는 강릉시의 트레일인 바우길 코스 중 하나인 학이시습지길의 시발점이다. 해람지 남측으로 간단한 체육 시설과, 교육지원센터 등이 위치하며, 명진관, 율곡관과 사임당관 등 학생생활관이 위치한다. 더 남부쪽으로 내려가면 치과대학의 교육 시설과, 치과병원이 위치하고 있다.
도서관 남측 뒤편으로 예술2호관과 사이에 각추식물원이 위치하며, 북측 뒤편으로 대학본부 건물이 위치한다. 그 뒤편으로 자연과학대학, 생명과학대학, 공학대학 등이 사용하는 강의 시설이 위치한다.
한편, 강릉캠퍼스는 강릉시청, 강릉소방서 등과 인접해있는 시의 중심부에 위치해있으며 강릉역, 강릉시외버스터미널, 강릉고속버스터미널 등이 가까이 있어 교통이 편리한 편이다. 오죽헌이 캠퍼스 인근에 위치하며, 내부에 선사시대 지변동 유적이 위치해있다.

### 주요 건축물
- 대학본부(C6): 총장실을 비롯한 대학 운영에 필요한 주요 기관이 있는 건물이다.
- 학술정보지원센터(C5): 학문 연구를 지원하는 건물 중 하나로, 유물 6,493여점을 소유하고 있는 박물관과 중앙도서관이 이곳에 입주해있다.[6] 중앙도서관의 경우 치의학분관과 원주캠퍼스분관을 두고 있다. 총 도서 수는 801,278권이며, 재학생 1인당 소장도서수는 102.6권에 이른다.[7]
- 창업보육센터(N9): 재학생 등 대학생 신생 기업의 활동을 돕고, 창업을 지원하는 건물이다.
- 치과병원(S3): 강원권 유일의 예방치과 수련기관이다. 치과대학 부속 기관이며, 1992년, 11번째이자 마지막으로 설치된 치과대학병원이다. 대한민국 대학 병원 최초로, 국립대학치과병원 설치법에 근거하여 설립된 병원이다.[8] 구강내과 등 10여개의 과목이 설치되어 있다.
- 해람문화관(N5): 해람문화관은 부지면적 19,800m², 연면적 4,820m²의 지하 1층, 지상 2층 규모 종합 공연관이다. 객석 1층, 2층 총합 1,076석이 구비되어 있다. 강릉캠퍼스 내에 위치하며, 강원 영동 지역의 규모가 가장 큰 예술 시설이다.
- 산학협력관(N10): 강릉원주대학교의 산학협력 사업단 등이 위치한 건물이다. 기상청 산하 국립기상과학원 산하의 연구 기관인 재해기상연구센터가 이 건물 7층에 있다.

### 기타 건축물
- 산학협력관(N10): 국립강릉원주대학교 산학협력단 등이 사용하고 있는 건물로, 3D 프린터 도입 등 산학 협력을 위한 업무와 재학생의 산학 협력 참여를 유도하기 위해 설립되었다.
- 학생회관(C3): 국립강릉원주대학교 강릉캠퍼스 총학생회가 위치한다. 맘스터치와 GS25, 해람카페, 해람오피스, 우편집중국 등 다양한 복지 시설이 위치하고 있다.
- 후생관(C4): 국립강릉원주대학교 학생성공지원과가 위치한다. 진로탐색 및 설계, 취업과 관련한 정보를 제공한다.
- 교육지원센터(C9): 국립강릉원주대학교 어학원과 국제교류본부가 위치하여 국제 학술 교류 및 유학생에 대한 한국어 교습 업무와 재학생에 대한 전문적인 외국어 강의를 담당한다.

## 캠퍼스 갤러리

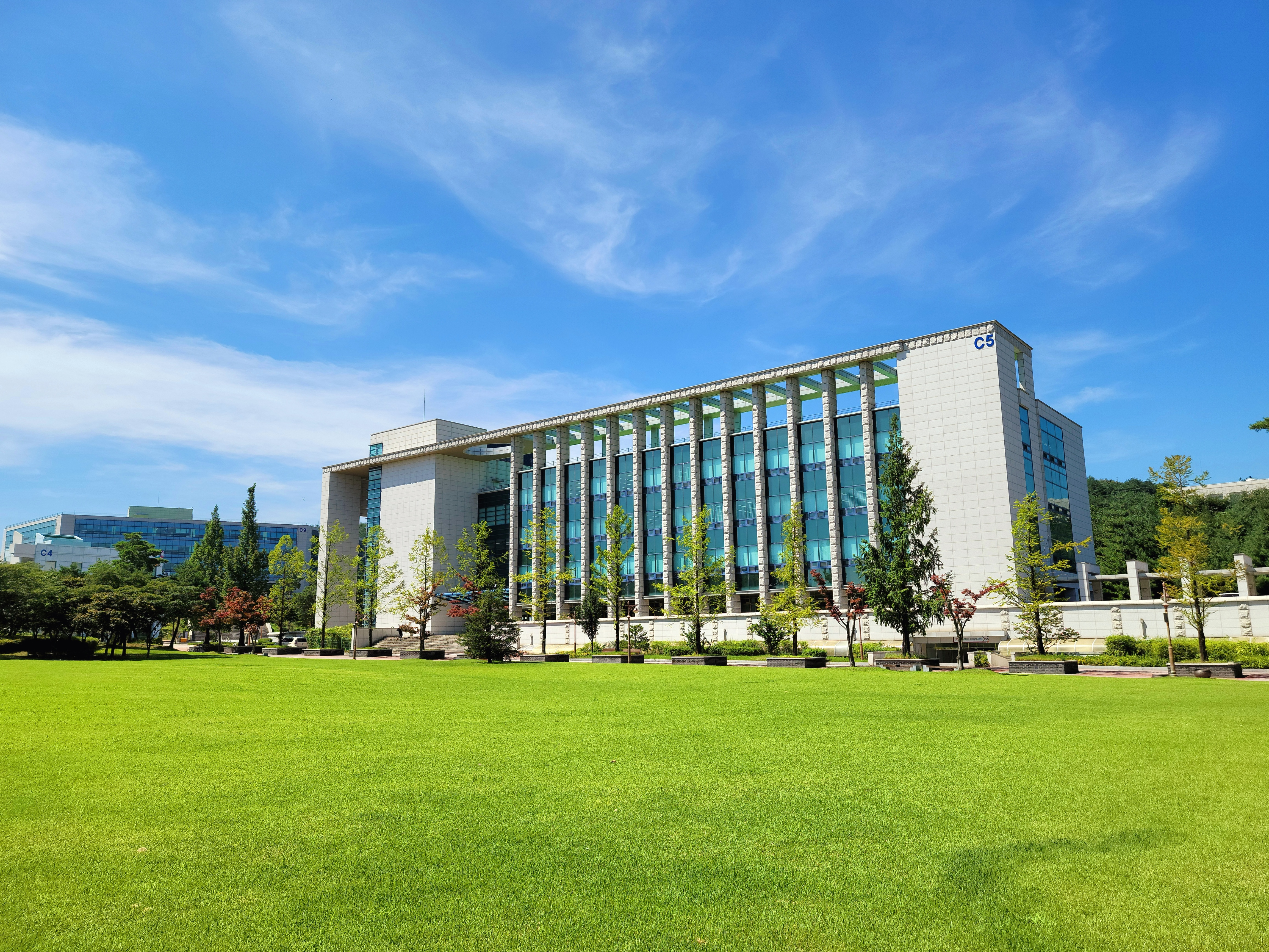
학술정보지원센터
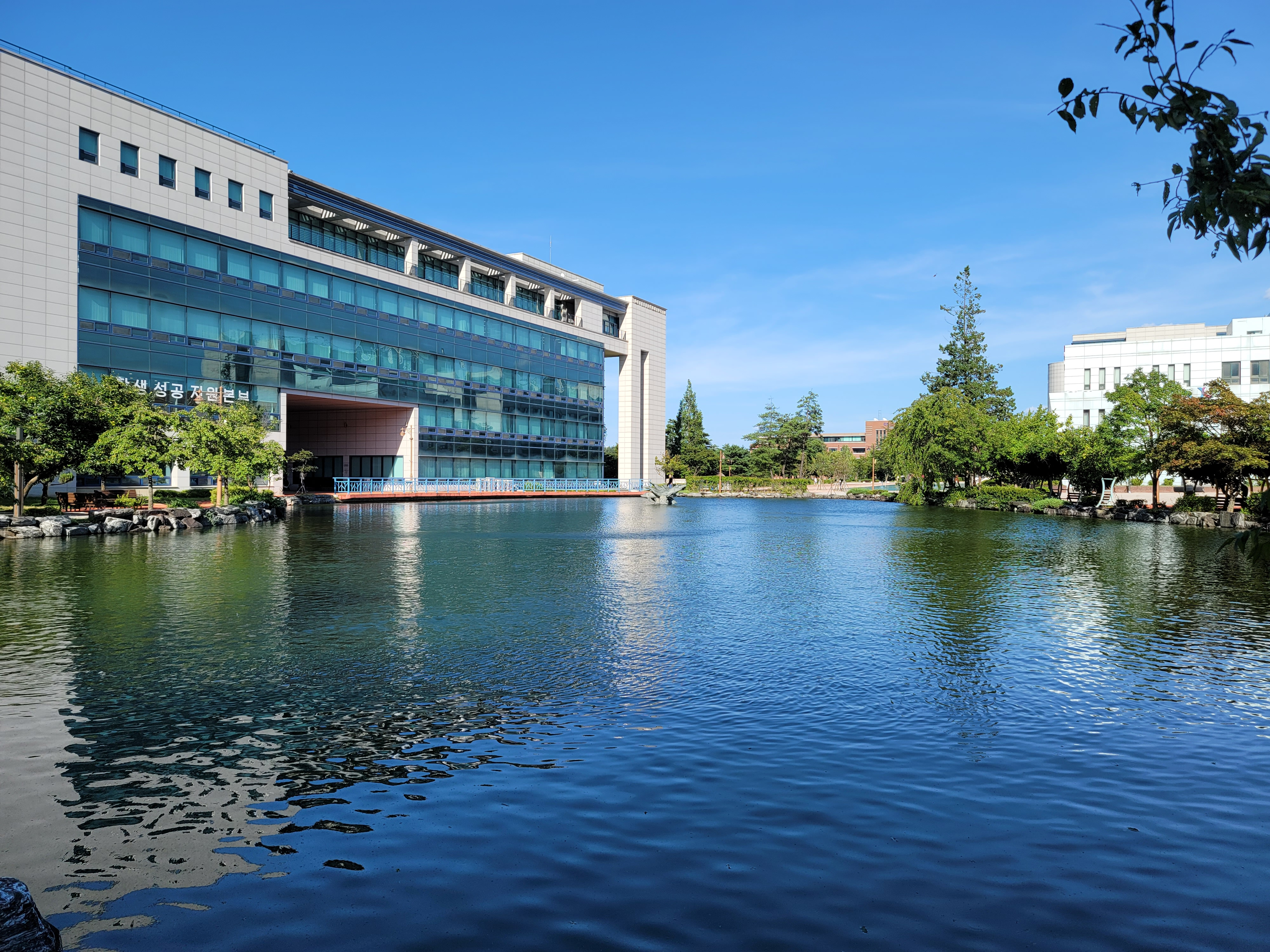
해람지
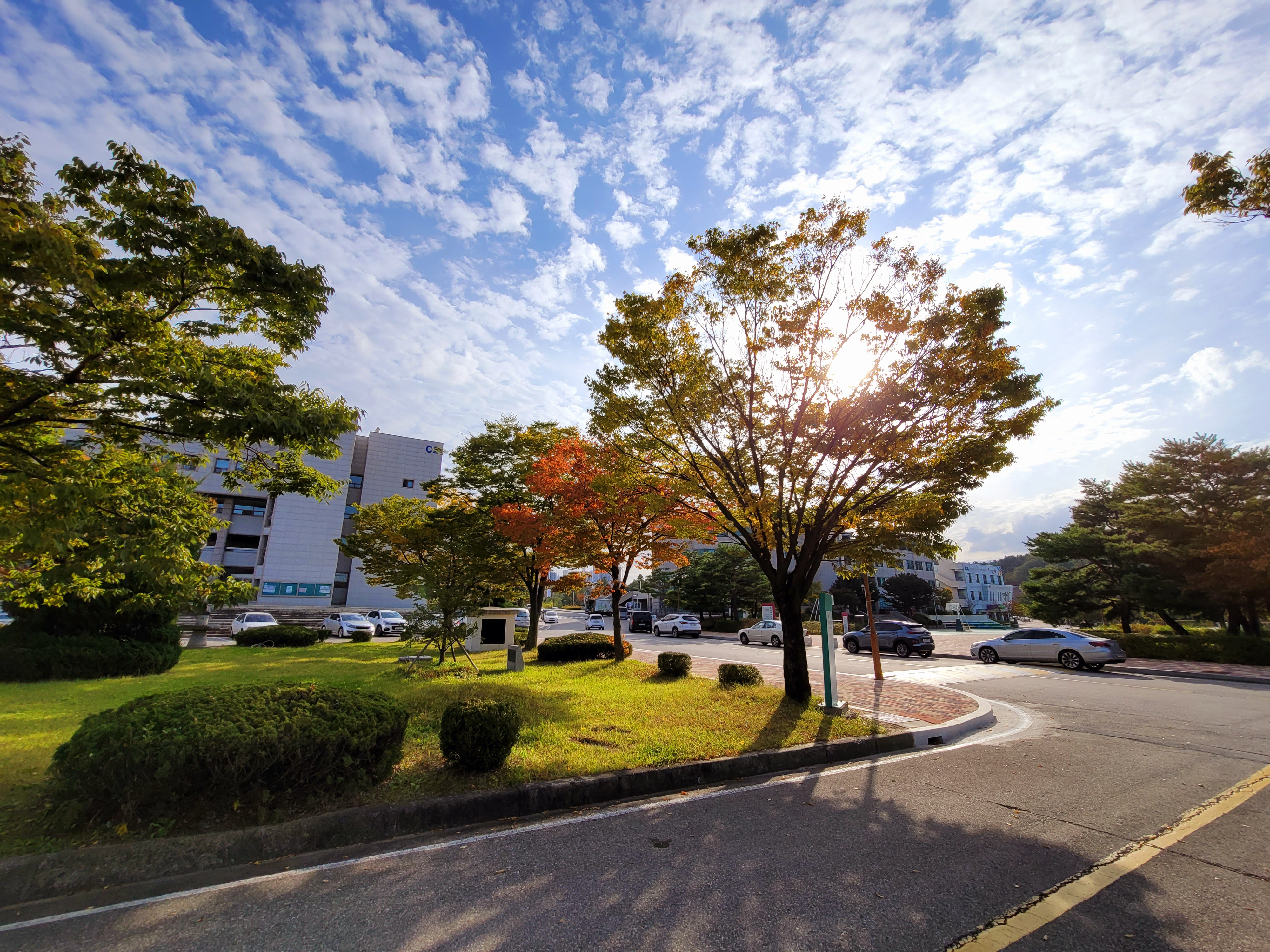
인문관 앞 전경
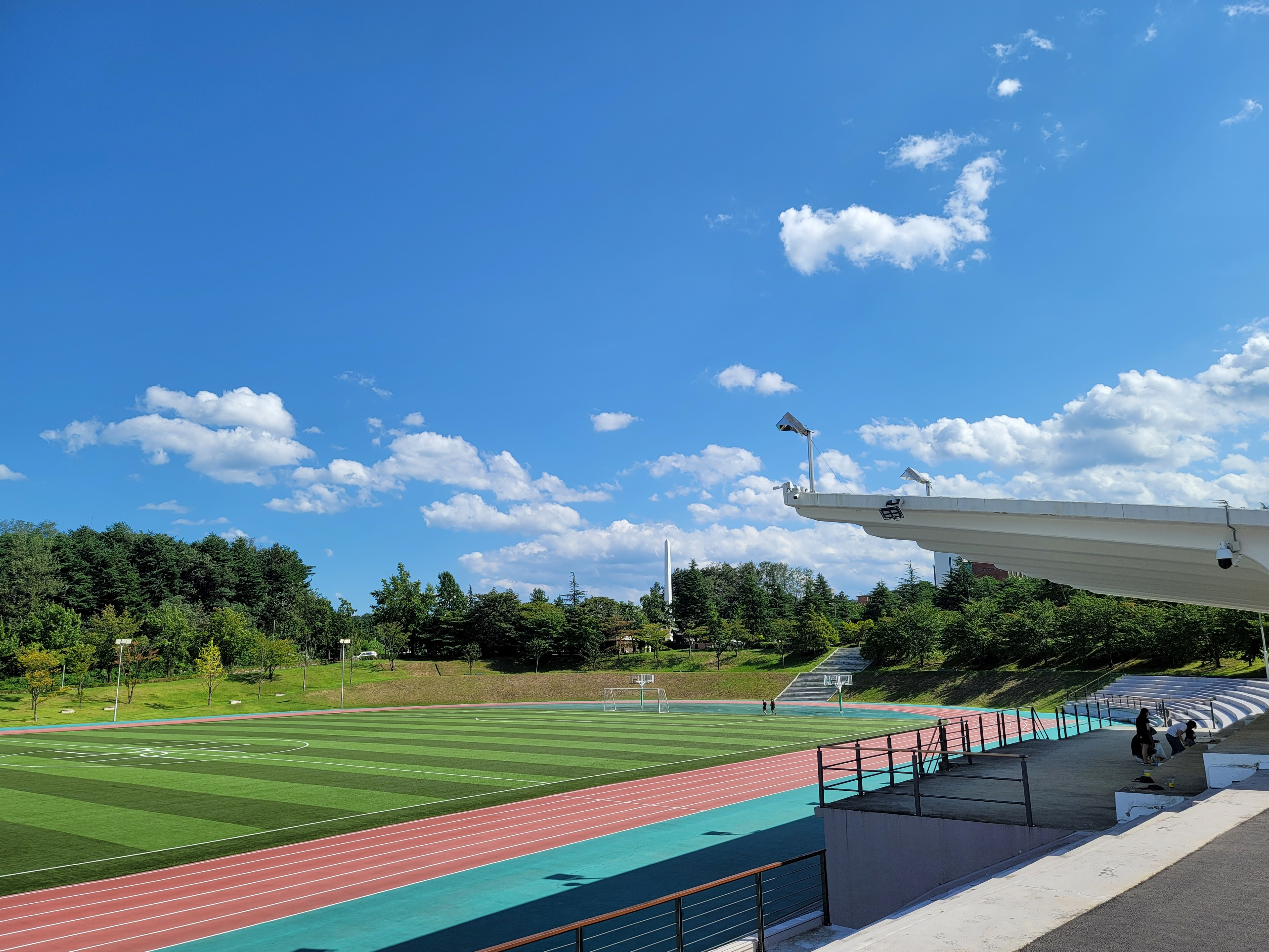
대운동장
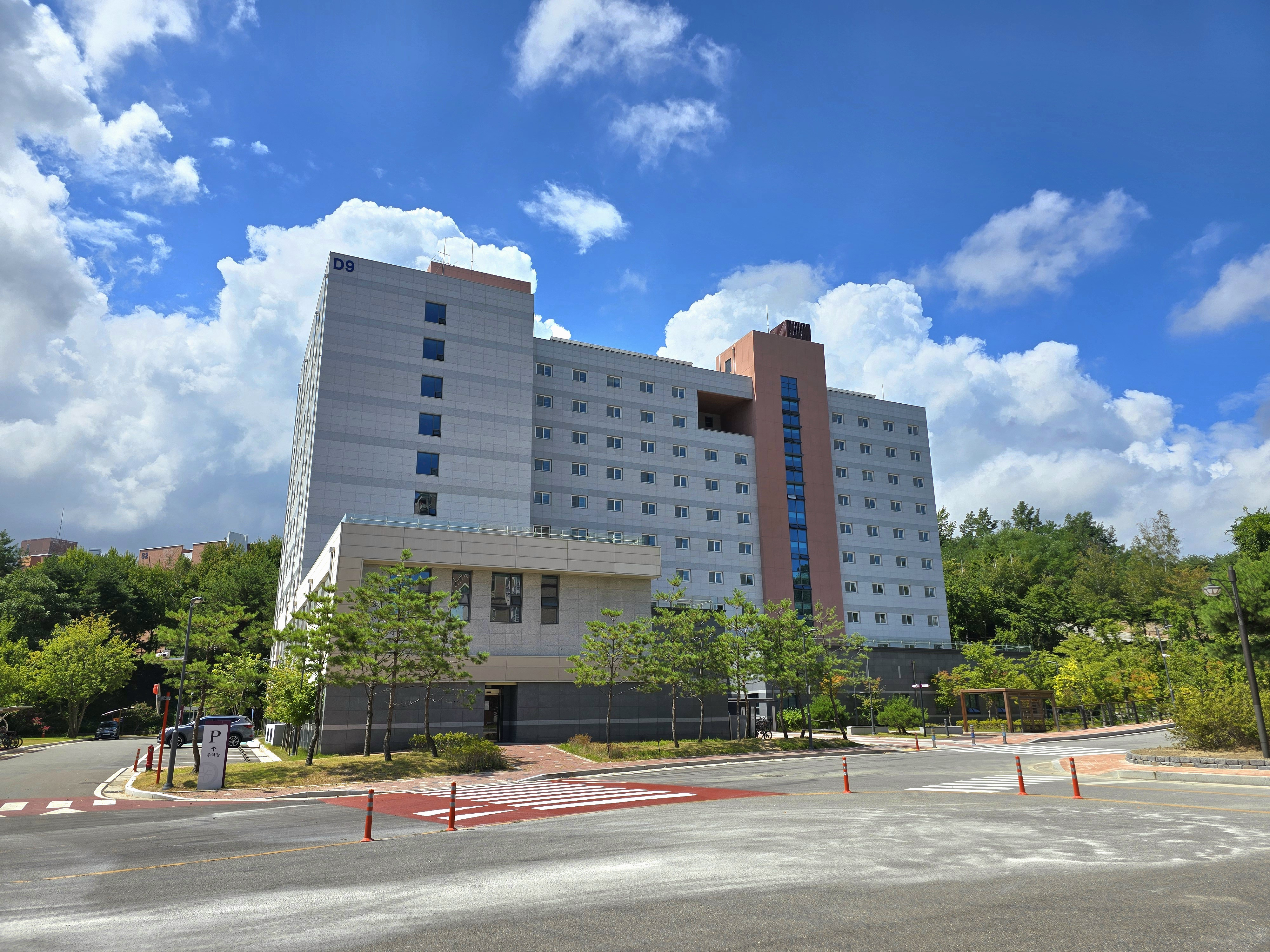
학생생활관(해송관)
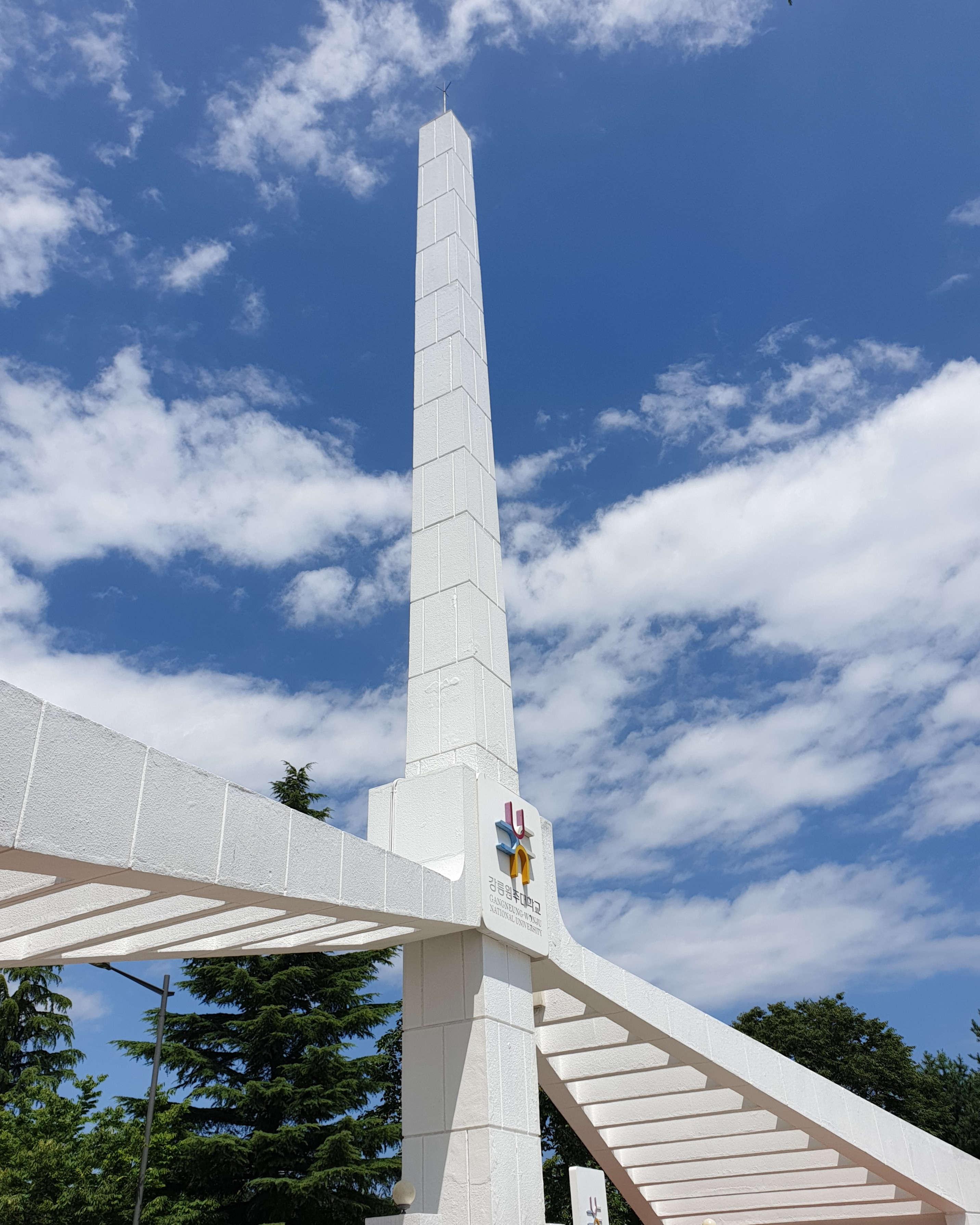
(구)정문
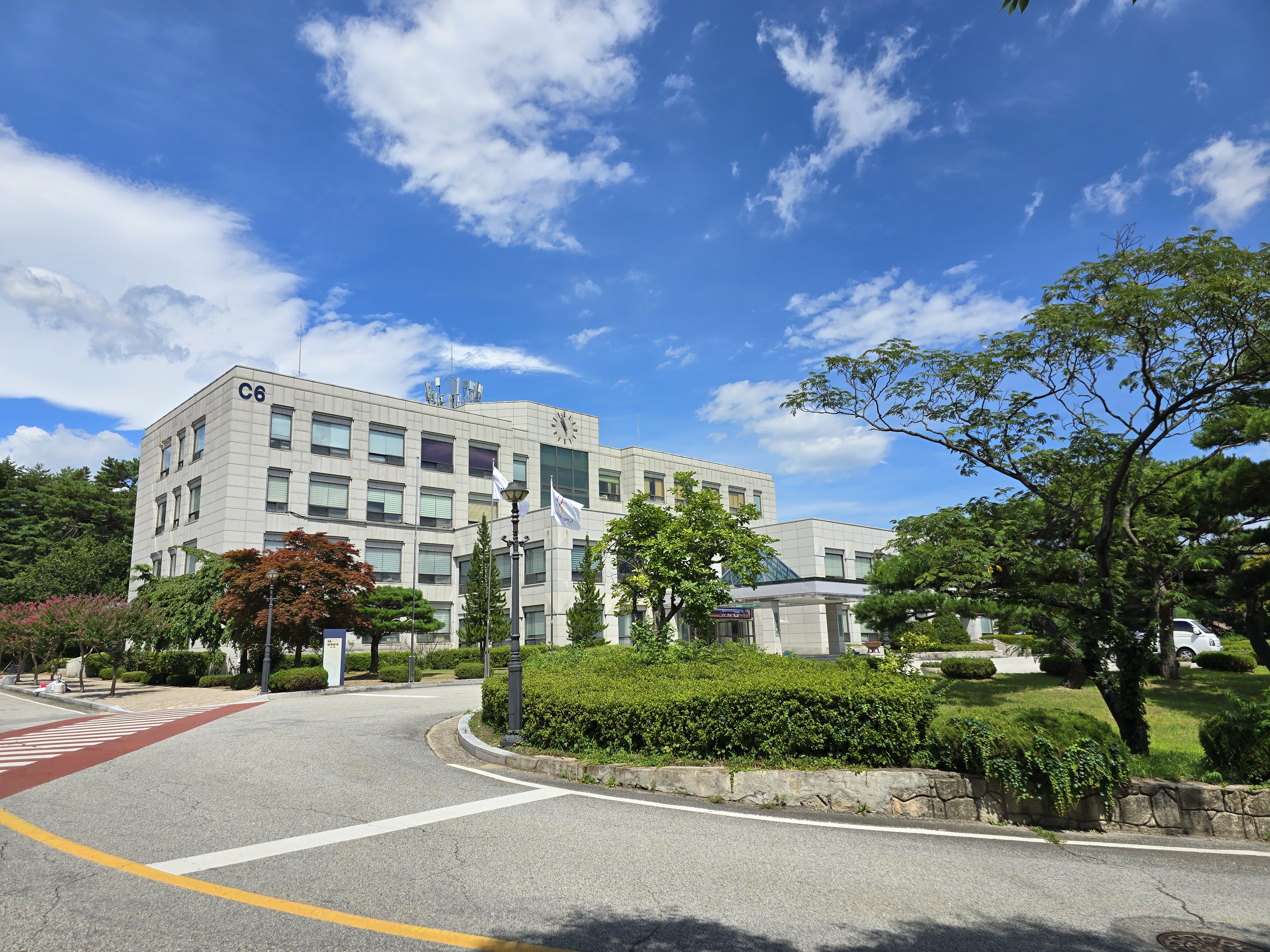
대학본부
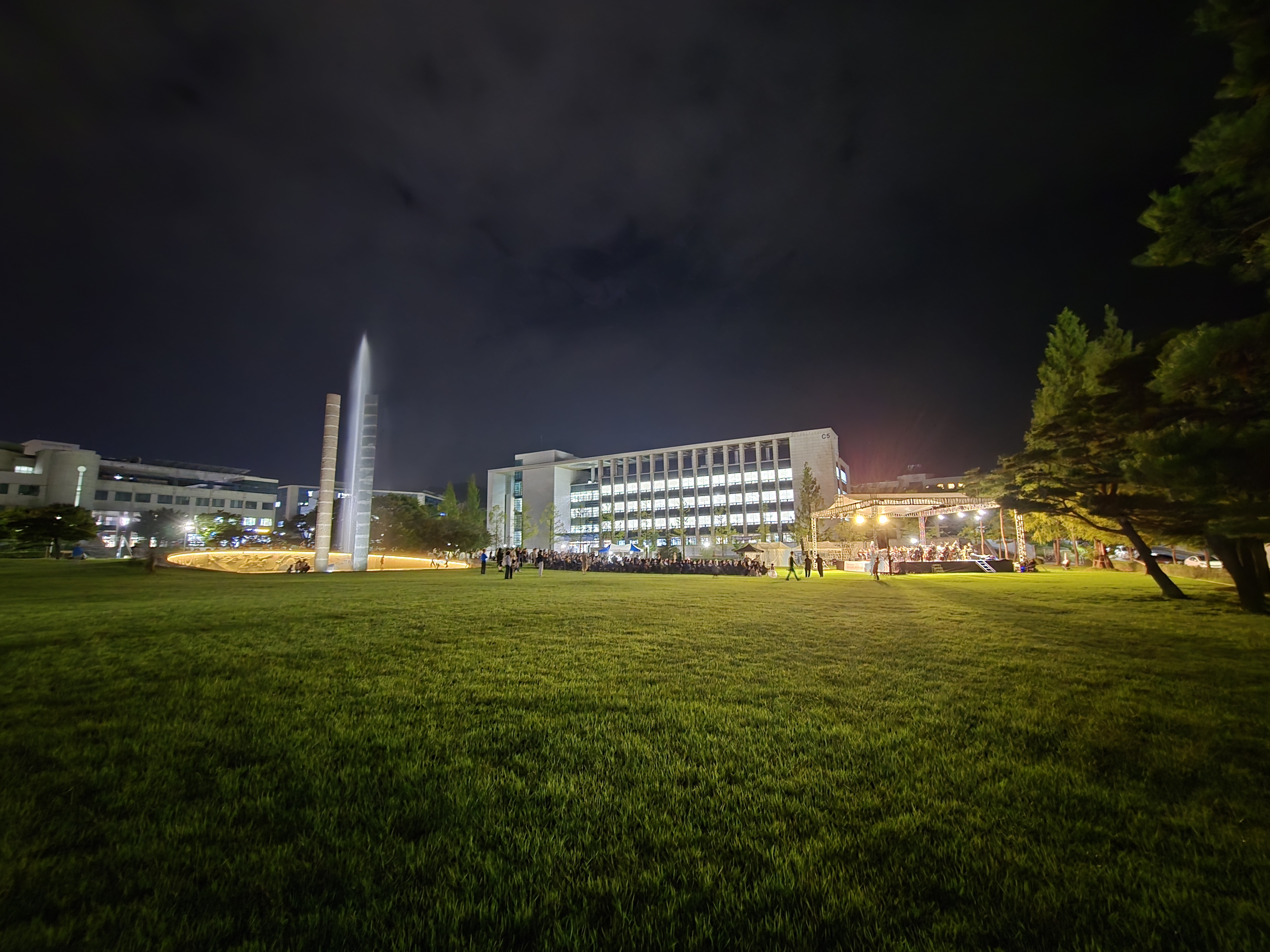
찾아가는 음악회
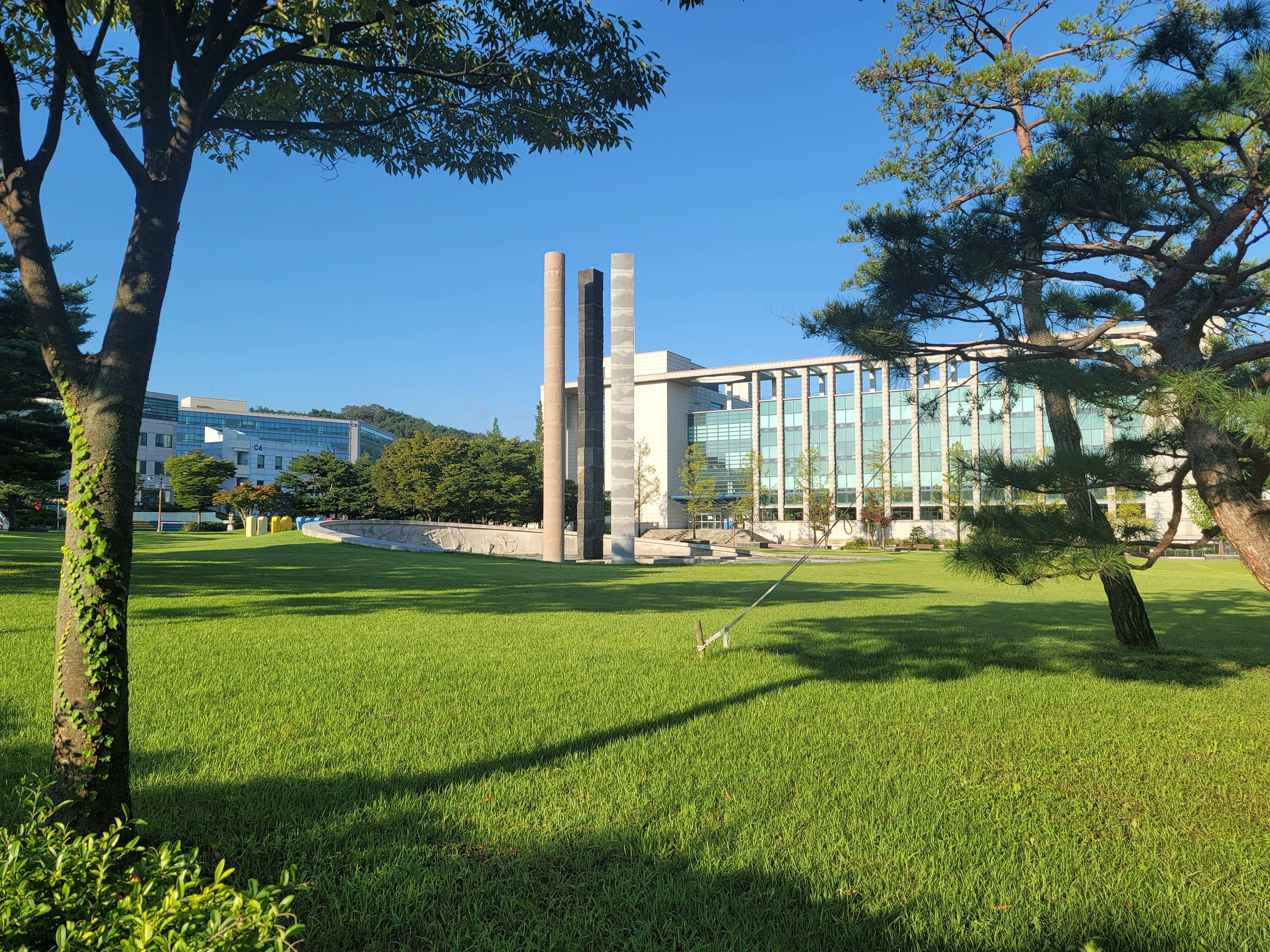
대학상징탑
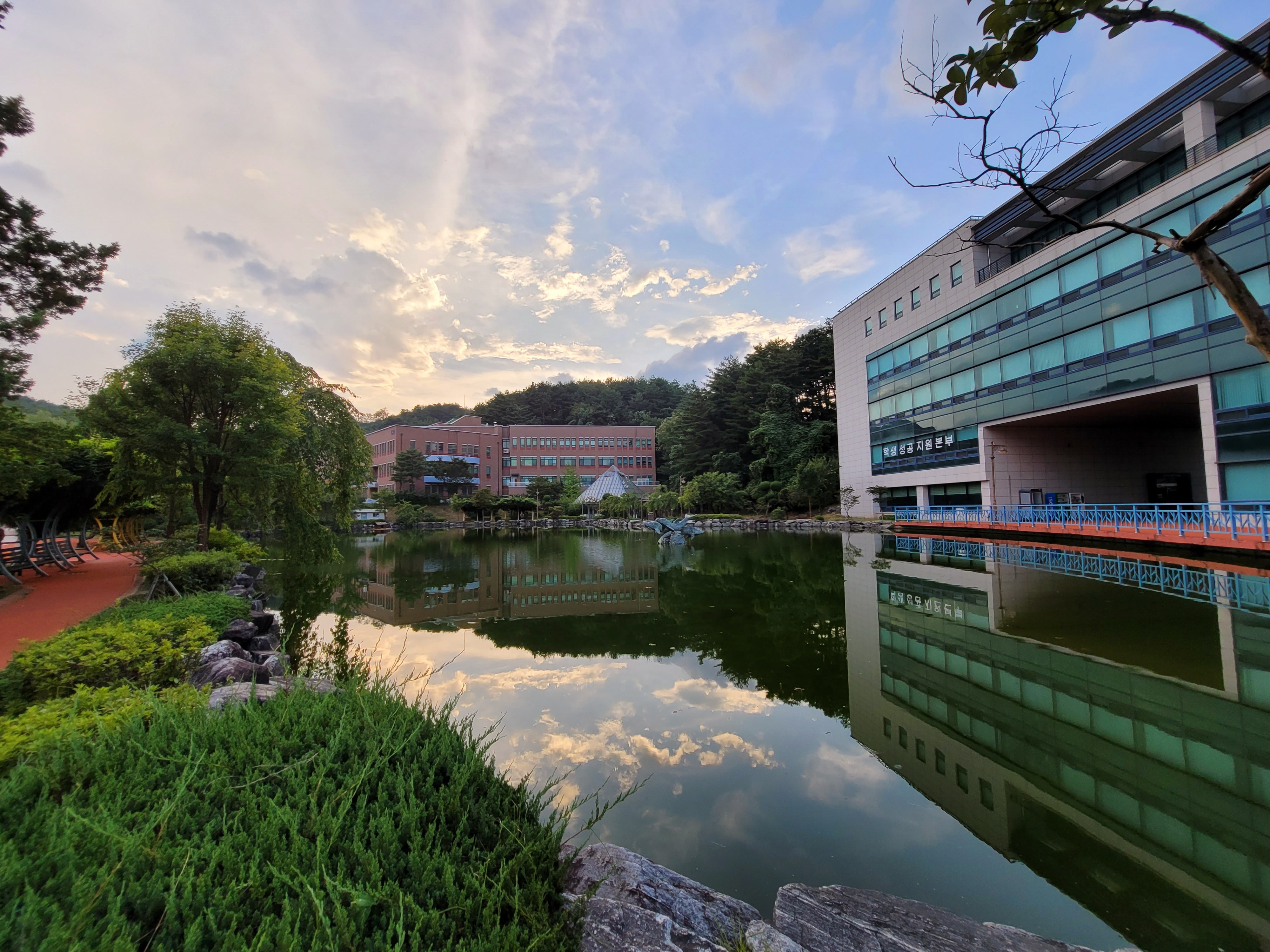
해람지
대운동장

## 학생 활동
- 국립강릉원주대학교 총학생회: 국립강릉원주대학교 학부생을 대표하는 기구로, 총학생회장이 강릉캠퍼스에 위치하는 탓에, 총학생회의 주 활동 무대는 강릉캠퍼스에서 이루어진다. 하부조직으로 각 단과대학 조직이 있으며, 총동아리연합회, 졸업준비위원회 등 학생복지를 위한 상설기구도 두고 있다. 감사기구로 총대의원회를 두고 있다.
- 국립강릉원주대학교 언론원: 신문사, 방송국, 영자신문사, 교지편집국 등 4개 단위로 구성되며 학생 스스로 방송매체를 통한 기사작성, 편집교육, 방송 제작 등의 실무교육을 실시하고 있다. 현재 강릉캠퍼스 내에 신문사, 강릉방송국, 영자신문사, 교지편집국이 위치한다.
- 국립강릉원주대학교 홍보대사 하랑: 국립강릉원주대학교를 홍보하는 학생 조직이다. 2019년 기준으로, 20기가 활동하고 있다. 국립강릉원주대학교를 방문하는 일반인 등에게 캠퍼스 안내 등을 담당하며, 학교 홍보에 앞장서고 있다.

## 교육편제

### 학부
강릉캠퍼스는 한국어, 영어, 독일어, 중국어의 어학과 문학을 연구하고 철학, 한국사학 등의 기초학문 양성과 영동지역과 접경한 동해를 이용한 해양 바이오 산업에 특화된 생명과학 분야와 영동지역의 기상과 기후에 대한 연구가 두드러진다. 이 외에 사회과학, 공학 등 여러 분야의 학문에 교육과정이 편제되어 있으며 강원도 일반대학 중 같은 국립대학인 강원대학교와 유이하게 순수예술 학문에 대한 연구와 교수가 이루어지고 있다.
|  | - 국어국문학과 - 영어영문학과 - 독어독문학과 | - 중어중문학과 - 일본학과 | - 철학과 - 사학과 |

|  | - 경영학과 - 무역학과 - 회계학과 | - 경제학과 - 관광경영학과 - 국제통상학과 | - 도시계획부동산학과 - 법학과 - 자치행정학과 |

|  | - 생물학과 - 정보통계학과 | - 물리학과 - 수학과 | - 대기환경과학과 - 화학신소재학과 |

|  | - 식품영양학과 - 식품가공유통학과 - 해양식품공학과 | - 해양자원육성학과 - 해양생물공학과 - 해양분자생명과학과 | - 식물생명과학과 - 환경조경학과 |

|  | - 전기공학과 - 세라믹신소재공학과 - 신소재금속공학과 | - 토목공학과 - 생명화학공학과 |

|  | - 미술학과 - 공예조형디자인학과 - 체육학과 | - 음악과 - 패션디자인학과 |

|  | - 치의예과 | - 치의학과 | - 치위생학과 |

### 대학원
강릉캠퍼스의 대학원 과정은 4개 대학원이 설치되어 있으며, 일반 1개원, 특수 3개원으로 구성한다. 일반대학원의 경우 캠퍼스 별로 편제된 학과에 차이가 있으며, 석사과정 47과정, 박사과정 34과정을 제공하고 있다. 협동과정으로 한국과학기술연구원, 한국생산기술연구원 등과 연계하여 설치하고 있으며, 대학 특성화에 맞게 해양바이오, 생명과학 분야에 대한 연구가 두드러진다.
특수대학원으로 경영정책과학대학원, 교육대학원, 산업대학원이 설치되어 있다.
| \| - 국어국문학과 - 영어영문학과 - 교육학과[* 3] - 독어독문학과[* 4] - 중어중문학과[* 4] - 철학과[* 4] - 사학과[* 4] - 경영학과 - 회계학과[* 4] - 관광학과 - 경제학과 - 무역학과 - 국제통상학과 - 지역개발학과 - 법학과 - 행정학과 - 수학과 \| - 통계학과[* 4] - 물리학과 - 생물학과 - 대기환경과학과 - 화학과 - 식품과학과 - 식품영양학과[* 4] - 식품가공유통학과[* 4] - 해양식품공학과 - 해양생물공학과[* 4] - 해양응용생명공학과[* 4] - 해양분자생명과학과 - 원예학과 - 환경조경학과 - 치위생학과 - 전자공학과 - 재료공학과 - 신소재공학과 - 토목공학과 - 생명화학공학과 - 미술학과[* 4] - 체육학과 - 치의학과 \| - 협동과정 - 기록관리협동과정 - 해양바이오산업협동과정 - 환경기술협동과정 - 공간정보협동과정 - 신소재기술협동과정[* 4] - 한국과학기술연구원강릉분원협동과정 - 한국생산기술연구원협동과정[* 4] - 계약학과 - 웰니스바이오산업학과[* 4] \| | | |
| - 국어국문학과 - 영어영문학과 - 교육학과 - 독어독문학과 - 중어중문학과 - 철학과 - 사학과 - 경영학과 - 회계학과 - 관광학과 - 경제학과 - 무역학과 - 국제통상학과 - 지역개발학과 - 법학과 - 행정학과 - 수학과 | - 통계학과 - 물리학과 - 생물학과 - 대기환경과학과 - 화학과 - 식품과학과 - 식품영양학과 - 식품가공유통학과 - 해양식품공학과 - 해양생물공학과 - 해양응용생명공학과 - 해양분자생명과학과 - 원예학과 - 환경조경학과 - 치위생학과 - 전자공학과 - 재료공학과 - 신소재공학과 - 토목공학과 - 생명화학공학과 - 미술학과 - 체육학과 - 치의학과 | - 협동과정 - 기록관리협동과정 - 해양바이오산업협동과정 - 환경기술협동과정 - 공간정보협동과정 - 신소재기술협동과정 - 한국과학기술연구원강릉분원협동과정 - 한국생산기술연구원협동과정 - 계약학과 - 웰니스바이오산업학과 |

| 강릉원주대학교 강릉캠퍼스 특수대학원 과정      |
| ---------------------------------------------- |
| - 경영정책과학대학원 - 교육대학원 - 산업대학원 |

1. 1 2 3 4 5 6 7 8 9 10 11 12 13 14 15 16 17 18 19 20 21 22 23 24 25 26 27 28 29  교직과정 설치
2. 1 2 3  공학교육인증과정 운영
3. ↑  석사과정 미설치학과
4. 1 2 3 4 5 6 7 8 9 10 11 12 13 14  박사과정 미설치학과

## 같이 보기
- 국립강릉원주대학교
- 국립강릉원주대학교 원주캠퍼스